# Bosanskohercegovački Hrvati u Drugom svjetskom ratu i Socijalističkoj Jugoslaviji

## Drugi svjetski rat
Drugi svjetski rat na području Hrvatske i Bosne i Hercegovine, koje su bile podijeljene na njemačku i talijansku interesnu sferu, trajao je od 1941. do 1945. godine. Tijekom rata glavne suprotstavljene sile su bile:
- okupacijske fašističke postrojbe, ojačane domaćim domobranskim i ustaškim snagama na području same marionetske NDH, koja je obuhvaćala Hrvatsku i Bosnu i Hercegovinu.
- srpske četničke postrojbe, s uporištem u Srbiji, te dijelovima NDH s većinskim srpskim stanovništvom, s nominalnim ciljem ponovne uspostave Kraljevine Jugoslavije, kao i praksom i programom pogroma i genocida nad Hrvatima i bosanskohercegovačkim Muslimanima.
- snage Komunističke partije Jugoslavije, s programom uspostave Jugoslavije kao federalne države sastavljene od nacionalnih republika (osim BiH, koja je zamišljena kao tronacionalna država), te društvenom revolucijom zasnovanom na sovjetskom staljinističkom modelu. Partizani (kako su komunisti uskoro postali poznati) su postali najdjelotvornijim borcima protiv njemačkih i talijanskih postrojbi, te njihovih saveznika.

Rat se na području čitave Jugoslavije uglavnom može podijeliti u 3 faze:
- u 1. fazi, komunisti podižu masovni ustanak protiv fašističkog okupatora u Srbiji i Crnoj Gori. Ustanak je slomljen do konca 1941. godine.
- u 2. fazi, koja traje do približavanja sovjetske vojske granicama Jugoslavije sredinom 1944. godine, partizanska vojska vodi uglavnom iscrpljujući gerilski rat na području Hrvatske i Bosne i Hercegovine. Glavni neprijatelji su, osim njemačkih i talijanskih jedinica, vojne postrojbe NDH i četnici Draže Mihailovića.
- u 3. fazi, potpomognuta sovjetskom armijom, Titova jugoslavenska vojska vodi završne operacije uništenja protivničkih snaga, te potpuno ovladava teritorijem Jugoslavije. Po završetku rata, koji je i sam bio krvav, Titova komunistička vojska je počinila masovni ratni zločin masakra protivničkih snaga (ali i njihovih obitelji, te civila koji su se povlačili s poraženim snagama). Podatci o tako ubijenim vojnicima i civilima variraju, i kreću se od 80.000 do 250.000. Među njima je najviše stradalih Hrvata, i to preko 2/3. Nakon kravavog obračuna slijedi uspostava komunističke totalitarne dikature, s KPJ kao jedinim političkim subjektom i Josipom Brozom Titom kao nedodirljivim diktatorom

Dana 10. travnja 1941. godine, Slavko Kvaternik, jedan od vođa ustaške organizacije u zemlji, proglasio je putem zagrebačke radio stanice osnivanje Nezavisne Države Hrvatske. Nova država je proglašena pod okriljem Trećeg Reicha i Fašističke Italije kao svojih glavnih zastitnika, koji su u njoj vršili odlučan utjecaj. Teritorijalno je obuhvaćala dijelove Hrvatske, Bosnu i Hercegovinu i Srijem. Italiji je ustupljen dobar dio najrazvijenije hrvatske jadranske obale, a Mađarska je prisvojila Međimurje i Baranju.
Dana 15. travnja 1941. godine, u Zagreb je s oko 150 ustaša došao iz emigracije u Italiji Ante Pavelić. Ideja hrvatske države, kojoj je stremio hrvatski narod i koja se očitovala u činu proglašenja NDH, imala je duboke korijene u žudnji za samostalnošću i slobodom, snažno ojačanom patnjom i progonima pod velikosrpskim režimom Kraljevine Jugoslavije.
No, ironijom sudbine, ta je ideja vrlo brzo izdana od samog Pavelića, izdajom hrvatskih povijesnih zemalja u Dalmaciji Fašističkoj Italiji, kao i genocidnom politikom njegovog režima, koji je kao saveznik Hitlerovog novoga poretka, pristupio progonu Židova, Srba i Roma. U slučaju srpskog stanovništva, taj mu je zadatak bio "olakšan" sporadičnim pokoljima koje su grupe velikosrpskih rojalista-četnika i drugih terorističkih grupa, počinile nad hrvatskim stanovnistvom u periodu bezvlašća uoči proglašenja NDH.
Međuetnički sukobi koji su se razbuktali u ratu do istrijebljenja, imali su korijen u dva izvora: velikohrvatskoj ideologiji u ruhu sluge fašističkih sila, kao i velikosrpskoj, koja je nastavila, u radikalnijem obliku, svoju ugnjetačku i genocidnu politiku, koja se očitovala najjače u pokoljima uoči Prvog svjetskog rata (Balkanski ratovi), kao i nizu političkih ubojstava i progona stanovništva u Kraljevini Jugoslaviji (u nekoliko dana je poubijano više stotina Muslimana i Hrvata u 1920-im godinama).
Glede samoga hrvatskoga naroda, dugotrajna negativna posljedica, koja je poništena tek oslobodilačkim ratom protiv velikosrpske agresije 1991. – 1995. godine, je bila kompromitacija same ideje hrvatske države. Hrvati su, time što je jedan dio njih sudjelovao u osovinskim vojnim postrojbama, stekli stigmu "pro-fašističkog naroda", koja je, pojačavana srpsko-jugoslavenskom promidžbom za vrijeme socijalističke Jugoslavije i prešućivanjem činjenice da su Hrvati aktivnije sudjelovali u antifašističkoj borbi nego neki daleko brojniji narodi (kao i više nego bilo koji narod u propaloj Jugoslaviji), sprječavala i gušila ostvarenje hrvatskoga višesetoljetnoga sna o slobodi i samostalnosti. Tek je Domovinski rat izbrisao te napuhane grijehe prošlosti i propagandne utvare.
U travnju 1941. godine, Komunistički pokret na čelu sa svojim vođom Josipom Brozom odlučio se za oružani otpor okupacijskim silama i njihovim domaćim saveznicima. Komunističko vodstvo je u takvu kursu prepoznalo mogućnost dolaska na vlast.
Tijekom 1941. godine događaju se ustaški pokolji srpskog stanovništva na području Hrvatske i Bosne i Hercegovine, kao i četnički masakri hrvatskog i muslimanskog pučanstva. Masovni ustanak Titove komunističke vojske u Srbiji i Crnoj Gori, koji je slomljen do konca godine snažnom njemačkom i talijanskom ofanzivom uz pomoć srpskih fašista i četnika. Komunistički partizani su spali s oko 50.000 vojnika na 4.500 boraca koji su protjerani iz Srbije. Rat se nastavio s najvećim intenzitetom na području Hrvatske i Bosne i Hercegovine.
Presudno razdoblje za oblikovanje Bosne i Hercegovine, kao i cijele Jugoslavije u sljedećih pola stoljeća je bilo od 1942. do 1943. godine. Na vojnom planu dolazi do maksimalne koncentacije suprotstavljenih snaga: uz oko 160.000 njemačkih i 350.000 talijanskih, oružana sila NDH postiže snagu od preko 160.000, a četnici Draže Mihailovića oko 80.000 vojnika. Komunistička vojska, u broju od 150.000 partizana, vodi teške gerilske bitke, izmičući pred ofanzivama protivnika i jedva probijajući obruče.
Dok su oružane snage NDH bile sastavljene isključivo od Hrvata i bosanskohercegovačkih Muslimana, a četničke od Srba, Titova komunistička vojska je bila višenacionalna; imala je oko 44 % Srba, 30 % Hrvata, 10 % Slovenaca, kao i Crnogorce i bosanskohercegovačke Muslimane. Od partizanskih brigada, velika većina su bile hrvatske i bosanskohercegovačke: od 96 brigada, 38 su bile hrvatske, a 23 bosanskohercegovačke, te 17 slovenske, sto pokazuje da se rat najvećom žestinom vodio na teritoriji NDH, dok su Srbija i Crna Gora bile uglavnom pacificirane i pod četničkom kontrolom.
Odlučujuće bitke su vođene tijekom siječnja (tzv. Bitka na Neretvi ili 4. ofanziva) i svibnja (tzv. Bitka na Sutjesci ili 5. ofanziva) 1943. godine, obje s ciljem opkoljavanja i uništenja Titove vojskem obje skoro posve na području NDH. Najvažniji rezultat 4. ofanzive je bilo preživljavanje partizanskog pokreta koji je uspio vojno teško poraziti četnike i politički ih marginalizirati. U tim operacijama poginula je oko trećina partizana, od kojih oko 50 % Hrvata, ali četnički rojalistički pokret je slomljen kao realna politička opcija. U 5. ofanzivi, koja se protegnula preko jeseni, komunistička je vojska jedva probila njemačko-talijanski obruč uz teške gubitke. No, uz očuvanu jezgru, Tito je uspio kapitalizirati slom Fašističke Italije. Osim oružja, njegova je vojska naglo narasla masovnim priljevom novih boraca, najviše Hrvata i Slovenaca, tako da je do konca 1943. godine narasla na 300.000 ljudi.
Na političkom planu najvažnije je zasjedanje vrhovnog partizanskog političkog tijela, AVNOJ-a, 29. studenoga 1943. godine u bosanskom gradu Jajcu. Odluke koje su zapečatile sudbinu Kraljevine Jugoslavije bile su sljedeće:
- vrhovno partizansko političko tijelo AVNOJ postaje glavno zakonodavno vijeće i najviči predstavnik suvereniteta svih jugoslavenskih naroda
- osnutak privremene vlade
- kraljevskoj vladi u emigraciji oduzimaju se sva prava zakonite jugoslavenske vlade
- kralju Petru II. Karađorđeviću se zabranjuje povratak u Jugoslaviju
- nova Jugoslavija će biti ferederalna državna zajednica ravnopravnih naroda
- Titu se dodjeljuje naslov maršal Jugoslavije
- osniva se državna komisija za ispitivanje ratnih zločina okupatora i kolaboracionista

Godine 1944. na otoku Visu potpisan je sporazum između maršala Tita i bivšeg bana Banovine Hrvatske Ivana Šubašića, koji je postao predsjednik jugoslavenske kraljevske vlade u izbjeglištvu. Ivan Šubašić se obvezao da će njegova vlada priznati AVNOJ i pozvati narod da pristupa antifašističkom pokretu. Time su međunarodna zajednica i britanska vlada definitivno priznali legitimitet i vlast Titove Narodnooslobodilačke vojske Jugoslavije i njenih institucija.
Slomom Trećeg Reicha, 2. svibnja 1945. godine, dogodila se i kapitulacija Nezavisne Države Hrvatske. Nezavisna Država Hrvatska je prestala postojati 8. svibnja 1945. godine. Nakon kapitulacije NDH, u blizini austrijske granice, kod Bleiburga, započelo je masovno stradanje Hrvata od strane partizanske vojske, u koju je unovačeno mnoštvo amnestiranih četnika iz Srbije.
U posljednjim borbama i u Križnom putu, poginulo je ili ubijeno oko 45.000 do 200.000 pripadnika oružanih snaga NDH ili civila. Najvjerojatnija brojka, po posljednjim istraživanjima, je oko 50.000. Veliki broj ih je pao u partizansko zarobljeništvo stradavajući na dugom Križnom putu Hrvata 1945. godine.
Po analizama hrvatskog znanstvenika Žerjavića i srpskog Kočovića, koje daju vrlo slične rezultate, Jugoslavija je u Drugom svjetskom ratu izgubila oko milijun ljudi, od toga oko 500.000 Srba, 200.000 Hrvata, te 90.000 Bosanskih Muslimana. Sama Bosna i Hercegovina je pretrpjela sljedeće gubitke: 164.000 Srba, 75.000 Bosanskih Muslimana, 64.000 Hrvata i 9.000 Židova.
Naknadna iskopavanja, koja su provedena po mjestima egzekucije u Sloveniji nakon pada komunizma, dovode u pitanje neke vidove te statistike: nasuprot 50.000 Hrvata pogubljenih od strane komunista u cijelom području od Austrije do Makedonije, slovensko povjerenstvo za ratne zločine identificiralo je oko 190.000 ljudi smaknutih u partizanskim pokoljima 1945. i 1946. godine. Budući da po nalazima povjerenstva oko 10.000 čine slovenski domobrani, a 180.000 hrvatski vojnici i civili, to otvara nove dubioze, dovodeći u pitanje status Josipa Broza Tita kao najvećeg ratnog zločinca i najvećeg ubojice Hrvata na području bivše Jugoslavije.

## Socijalistička Jugoslavija
Od 1945. do 1991. godine, Bosna i Hercegovina je bila u sastavu Socijalističke Federativne Republike Jugoslavije Osnovne značajke toga razdoblja su: apsolutna vlast komunističke partije, a pogotovo predsjednika Tita i njemu podčinjenog užega kruga, mnoštvo društvenih, političkih i gospodarstvenih reformi, kojima se željelo učiniti zemlju funkcionalnom, a narode zadovoljnim ne dirajući u temelje komunističke dogme. Nakon laviranja poslije prekida sa SSSR-om, Jugoslavija postaje "odobrena zemlja" od oba suprotstavljena bloka kao poželjna buffer zona. Također, dolazi do neviđenog angažmana zemlje u međunarodnoj politici, poglavito preko Pokreta nesvrstanih. Razvoj od tvrdog centralizma do sve veće federalizacije i konfederalizacije države, da bi se ublažile međunacionalne napetosti i zemlja očuvala u kakvom-takvom obliku. Kulminacija takvih pokušaja je Ustav iz 1974. godine. Relativno otvaranje prema zapadu, preko razvitka turizma i odlaska radnika na rad u zemlje zapadne Europe, no istodobno praćeno likvidacijama političkih neistomišljenika u inozemstvu i konstantnom represijom i ideološko-političkom indoktrinacijom u zemlji.
Nakon smrti Tita, apsolutnog vođe, na vlast dolazi Predsjedništvo, u kojemu, da bi se izbjegla mogućnost nacionalne majorizacije, dolazi do smjene na čelu svake godine. Pod opterećenjem velikih financijskih zaduženja, zastarjelosti gospodarskog i političkoga ustroja, te radikalizacijom međunacionalnih odnosa izazvanih velikosrpskim pokretom, Socijalistička Jugoslavija se 1991. raspala.
U tom je razdoblju, Bosna i Hercegovina bila trostupanjski piramidalno ustrojena: privilegirana klasa, s neprijepornom dominacijom od policije do naobrazbe i gospodarstva su bili Srbi, što zahvaljujući svojoj relativnoj brojnosti, "zasluzi" stradanja u NDH (još pojačanom manipulacijom statistikama), premoći u komunističkom aparatu, kao i ulozi produžene ruke beogradskog centralizma svojih sunarodnjaka. Na drugom mjestu su dolazili bosanskohercegovački Muslimani, koje je vlast podupirala kao nositelje državnih struja u BiH i protutezu srpskim i hrvatskim nacionalnim ideologijama koje su uključivale BiH kao dijelove svojih nacionalnih država, te kao visokonatalitetna skupina koja je, odričući se mnogih orijentalno-islamskih zasada, ipak dobro došla kao most prema islamskim zemljama u Pokretu nesvrstanih. Uz zahvalnost komunističkoj Jugoslaviji koja im je priznala status nacije, te uspješnu indoktrinaciju kojom su "uspjeli" zaboraviti svoje masovno sudjelovanje u oružanim snagama NDH, bosanskohercegovački Muslimani su postali faktor broj 2. u Bosni i Hercegovini i jedni od najžešćih pristaša jugoslavenske države. Hrvati, kao najmalobrojniji i najsumnjiviji element, nosili su stigmu "reakcionarnog" katoličkog naroda, optuživani za genocide i brutalnosti NDH (od kojih su Muslimani dobrohotno ekskulpirani, a Srbi su, kao glavni komunistički krvnici još uživali privilegije zločina), podnijeli su sudbinu građana drugoga reda. Stalno sumnjičeni i policijski proganjani, njihova etnička područja svjesno gospodarski zanemarivana, prisiljavani na emigraciju (od ekonomskih emigranata iz BiH, Hrvati, koji su činili oko 1/5 stanovništva, davali su preko 2/3 emigranata), uz potiskivanje hrvatskog jezika i nametanje srpskog, od školstva do medija, Hrvati su bili posebno podvrgnuti totalitarnom policijskom režimu, sve s ciljem depopulacije i eliminiranja hrvatskog naroda kao "kanceroznog" elementa koji priječi ostvarenje stvarnog socijalističkog društva u Bosni i Hercegovini. U takvim je prilikama Bosna i Hercegovina dočekala raspad Jugoslavije.
Godine 1946. donesen je Ustav Federativne Narodne Republike Jugoslavije, po kojem se Jugoslavija sastoji od 6 republika: Slovenije, Hrvatske, Bosne i Hercegovine, Srbije, Crne Gore i Makedonije. Unutar Srbije, su se nalazile dvije autonomne pokrajine, Vojvodina i Kosovo.
U lipnju 1948. godine Komunistička partija Jugoslavije izbačena je iz Kominforma, komunističke organizacije kojom je dominirao SSSR, a većina članica su bile partije novoosvojenih zemalja istočne i srednje Europe. Tito se okreće prema Zapadu, tražeći financijsku i drugu pomoć, no Jugoslavija ostaje komunistička totalitarna zemlja. Na prvom popisu stanovništva nakon Drugog svjetskog rata, 1948. godine, Bosna i Hercegovina je imala 2.564.308 stanovnika, od toga 44.29 % Srba, 30.73 % Bosanskih Muslimana, 23.94 % Hrvata i 1.04 % ostalih.
Godine 1960. gospodarske reforme u Jugoslaviji, s ciljem decentralizacije i de-etatizacije dale su određene rezultate, no zaustavljene su zbog same naravi komunističkoga sustava, da su bile provedene do logičkog kraja, to bio značio svršetak jednopartijskog totalitarizma i Jugoslavije koja je počivala na njemu.
Hrvatski nacionalni pokret, potaknut partijskim rukovodstvom hrvatskih komunista, izbija 1971. godine zbog dugogodišnje "puzeće" srbizacije. Dominacija beogradskih i srpskih medija, export-import poduzeća, odljev kapitala iz Hrvatske u istočne krajeve Jugoslavije, te "odljev" Hrvata na često teški i nisko-kvalificirani rad na Zapad, sve je to stvorilo kritičnu masu neraspoloženja prema Jugoslaviji kao maski za Srboslaviju. Pod pritiskom Tita i unitarističkih krugova, hrvatsko komunističko vodstvo je kapituliralo. Uslijedile su represije, oko 70.000 "nacionalno svjesnih" hrvatskih komunista je izbačeno iz Partije, 2.000 je osuđeno na razne zatvorske kazne, a nekoliko tisuća Hrvata je emigriralo.
Po popisu stanovništva iz 1971. godine, Bosna i Hercegovina je imala 3.746.111 stanovnika, sljedećeg nacionalnog sastava: Muslimani 1.482.430 ili 39.57 %, Srbi 1.393.148 ili 37.19 %, Hrvati 772.491 ili 20.62 % i Jugoslaveni 43.796 ili 1.17 %. Tim popisom su bosanskohercegovački Muslimani prvi put dobili pravo na nacionalnu samo-identifikaciju, i to pod imenom Muslimani.
Hrvatski nacionalni gerilci, njih 19 treniranih u Australiji, organiziraju desant, 20. lipnja 1972. godine, u blizini srednjobosanskog grada Bugojna, s ciljem podizanja ustanka protiv velikosrpske tiranije. Većina je poginula u sukobu s premoćnim jugoslavenskim vojnim i policijskim snagama, koje su u panici angažirale blizu 30.000 ljudi.
Godine 1974. donesen je posljednji jugoslavenski Ustav koji je preko konfederalnih elemenata pokušao očuvati zemlju od narastajućih tenzija i raspada. Tito je proglašen doživotnim predsjednikom, a nakon toga je predviđeno kolektivno predsjedništvo s rotacijom članova iz pojedinih republika.
Meteorski uspon na vlast srpskog šefa komunističke partije Slobodana Miloševića događa se tijekom 1987. godine. On uskoro postaje glavnim organizatorom velikosrpskog pokreta, koji želi ostvariti otvorenu dominaciju Srba u Jugoslaviji kao policijskoj državi ekstremnoga oblika ili preko prekrajanja granica, srušiti Jugoslaviju u bilo kojem obliku i na razvalinama uspostaviti Veliku Srbiju koja bi uključivala cijelu Bosnu i Hercegovinu, kao i oko 70 % Hrvatske. Metode su bile različite: od masovnih nasilnih mitinga, policijske represije, prijetnji JNA, koja se sa 77 % srpskog oficirskog kadra počela transformirati u otvoreni instrument Miloševićeve politike, do krađe federalnih financijskih rezervi i nepoštedni medijski rat, prije svega protiv Albanaca i Hrvata, koji je imao za cilj homogenizirati i iskoristiti histerizirane srpske mase u Jugoslaviji za velikosrpski vojni pohod.
Godine 1989. pada Berlinski zid, a s njime i komunizam u zemljama istočne, srednje i jugoistočne Europe. U siječnju 1990. godine raspada se Savez komunista Jugoslavije, nakon što su slovenski i hrvatski komunisti demonstrativno napustili Kongres Saveza komunista Jugoslavije ne želeći se podvrgnuti Miloševićevoj politici centralizacije i srbizacije Komunističke partije Jugoslavije.
U svibnju 1990. godine na prvim višestranačkim izborima nakon pola stoljeća, komunisti su poraženi u Hrvatskoj i Sloveniji. U Hrvatskoj s 42 % dobivenih glasova HDZ je osvojio 205 (58 %) zastupničkih mjesta. Poslije najbolje je prošao SKH-SDP s 26 % osvojenih glasova i 107 mandata (30 %). Sljedeća je bila koalicija narodnog sporazuma KNS s 15 % glasova i 21 mandatom (5.9 %). Jedina još stranka što osvaja nekoliko mandata je bila Srpska demokratska stranka koja s 1.6 % glasova osvaja 5 mandata (1.4 %). Na temelju izbornih rezultata 30. svibnja iste godine konstituiran je prvi višestranački Sabor - dan koji se do 2001. godine slavio kao Dan državnosti. Taj je Sabor donio mnoge povijesno važne odluke, između ostalog i hrvatski Ustav 22. prosinca 1990. te Ustavnu odluku o samostalnosti i nezavisnosti 25. lipnja 1991. te Odluku o prekidu državnopravnih sveza s bivšom SFRJ 8. listopada 1991. godine, kojom je Hrvatska i de facto postala samostalna i neovisna država
Na popisu stanovništva iz ožujka 1991. godine, Bosna i Hercegovina je imala 4.377.033 stanovnika, sljedećeg nacionalnog sastava:
- Muslimani 1.902.956 ili 43.47 %
- Srbi 1.366.104 ili 31.21 %
- Hrvati 760.852 ili 17.38 %
- Jugoslaveni 242.682 ili 5.54 %

Na prvim slobodnim demokratskim izborima u Bosni i Hercegovini, u studenom 1990. godine pobijedila je koalicija tri najveće nacionalne stranke u zemlji sastavljena od Stranke demokratske akcije (SDA), Srpske demokratske stranke (SDS) i Hrvatske demokratske zajednice Bosne i Hercegovine (HDZ BiH). Nacionalne stranke su, bez obzira na povremena prepucavanja i uzajamne optužbe oko metoda agitacije (npr. nerijetko vezanje zelene zastave SDA i hrvatske šahovnice) i bojazan da se ne napravi politički savez Bošnjaka i Hrvata protiv Srba, ipak su uspostavile prećutni savez. Iako su se programski i politički međusobno razlikovale, osnovni razlog koji ih je povezivao i stvarao idilu harmonije i tolerancije bio je antikomunizam, odnosno zajednička želja da dotadašnjoj socijalističkoj vlasti u zemlji dođe kraj. Stranke su podijelile vlast po nacionalnom ključu, tako da je za predsjednika Predsjedništva Republike BiH izabran Bošnjak, prvobitno Fikret Abdić, koji je mjesto ustupio Aliji Izetbegoviću. Za predsjednika Skupštine izabran je Srbin Momčilo Krajišnik, a za predsjednika Vlade Hrvat Jure Pelivan. Sporazum o podjeli vlasti funkcionirao je za vrijeme izborne utrke, u pobjedi na izborima, te u podjeli funkcija, čime je ustvari i okončan.

## Srodni članci
- Hrvati Bosne i Hercegovine
- Povijest Hrvata Bosne i Hercegovine

## Unutarnje poveznice
| - Drugi svjetski rat u Bosni i Hercegovini - Nezavisna Država Hrvatska - Narodnooslobodilačka vojska i partizanski odredi Jugoslavije - Križni put (1945.) - Masakr u Bleiburgu | - Socijalistička Republika Bosna i Hercegovina - Josip Broz Tito - Hrvatsko proljeće - Bugojanska skupina - Raspad SFRJ |